# Když my mrtví procitneme
Když my mrtví procitneme je hra norského dramatika Henrika Ibsena o 3 dějstvích. Vyšla v roce 1899. Drama nese podtitul Epilog – autor tušil, že jde o jeho poslední dílo. Dílo pojal jako svou uměleckou závěť, rozjímá v ní nad životem a konfrontuje to, čeho dosáhl, s tím, oč se připravil. Dvě základní hodnoty Ibsenova života byly láska a práce. Autor se v díle zamýšlí, zda neobětoval příliš lidské lásky své umělecké práci. 
Ve svých pozdějších dílech se Henrik Ibsen inspiroval obrazy Edvarda Muncha, s nímž se setkal v roce 1895 na výstavě z cyklu Vlys života. Ibsena nejvíce zaujal obraz Ženy ve třech stádiích, který se mu stal předlohou k vytvoření tří ženských postav hry (Maja, Irena, Jeptiška). Další inspirace ke hře lze najít v řadě dalších obrazů z Munchova cyklu Vlys života, například obraz Lidská hora, který připomíná vizi dne zmrtvýchvstání.

## Postavy
Hlavními postavami dramatu jsou sochař Rubek, jeho žena Maja, Rubekova bývalá modelka Irena, její opatrovnice diakonka a lovec Ulfhejm.

## Děj
Slavný sochař Rubek na sklonku svého života vrací do vlasti. Se svojí ženou Majou se usadí v přímořských lázních, kde se setkává s Irenou, bývalou modelkou, která byla vtělením jeho největších uměleckých snů. Irena mu stála modelem k vytvoření díla „Vzkříšení“, představujícího probuzení mladé ženy ze spánku smrti. Irena kvůli němu opustila svoji rodinu i vlast. Jeho dílo pokládala za jejich společné dítě, které nesmělo být zničeno hříchem rodičů. Milovala Rubeka, ale přesto byla odhodlaná jej zabít, pokud by se jí dotkl. 
Po dokončení díla Rubek prohlásil, že Irenin úkol je splněn a že vše bylo jen krásnou epizodou. Poté se oženil se ženou, kterou nemiloval. Maja s oslnivou představou nádherné budoucnosti, vedle něj pociťovala chlad.
V lázních poznávají manželé lovce Ulfhejma, který Maju, zláká na výlet do hor. Maja se nechává odvést, protože Ulfheim jí slibuje, co kdysi Rubek: „kouzlo závratného vzestupu a neomezeného rozmachu volnosti."  Také Rubek s Irenou se vypraví do hor. Přichází však bouře, Ulfhejm odvádí Maju do bezpečí domova. Rubek s Irenou jsou zasypáni lavinou. 

## Motiv hry
Autor se projektuje do postavy Rubeka – sochaře, který z lásky k tvůrčí práci zradil lásku k ženě.  Pro umělce platí stejný zákon morálky jako pro jiného smrtelníka. Ibsen Rubeka odsuzuje k prohře – ten nejprve umírá umělecky, pak i fyzicky.
Ibsen skze Rubeka rekapituluje svůj život, který byl honbou za prací a slávou, jediným pracovním dnem. Uvědomuje si, že život se nedá zopakovat, hra končí slovy „Pax vobiscum“ (mír s tebou). 

## Překlady
Vydané překlady.
- V. Mlékovský a M. Mlékovská (1916) (Až my mrtví vstanem)
- Viktor Šuman (1928) (Když z mrtvých procitáme)

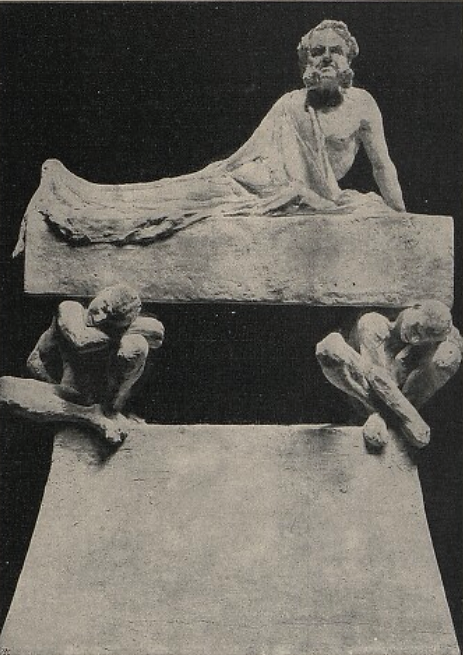
Gustav Vigeland: Návrh Ibsenova náhrobku, inspirovaný hrou Když mrtví procitneme

- Milada Krausová-Lesná (1960)
- František Fröhlich (2006)

## Uvedení
- Neues Deutsches Theater, Praha 1901 [5]
- Königlich Städtisches Theater Olmütz, Olomouc 1901 [5]
- Deutsches Theater Pilsen, Plzeň 1905 [5]
- Stadttheater Teplitz, Teplice 1912 [5]
- Divadlo F.X.Šaldy, Liberec 2004 [4]
- Divadlo Na zábradlí, Praha 2008 [4] Uvedeno pod názvem Arnie má problém

## Kulturní odkaz
V roce 1906 navrhl sochař Gustav Vigeland náhrobek Henrika Ibsena, inspirovaný hrou Když my mrtví procitneme.